# Помазан Олександр Володимирович
Олекса́ндр Володи́мирович Помаза́н — полковник Збройних сил України, учасник російсько-української війни..

## З життєпису
З початком АТО майор Помазан О. В. проходив службу на посаді начальника зберігання 1282 Центру забезпечення БТОТ м. Артемівськ (нині м. Бахмут) Донецької області, на той час в центрі налічувалося близько 2000 од. БТОТ, неодноразово проросійські НВФ проводили напади на частину із застосуванням бронетехніки та піхоти з метою захоплення території та техніки. Під час виконання заходів з охорони та оборони частини майор Помазан О. В. завжди рішуче діяв, очолював групи підсилення, особисто був механіком-водієм в складі екіпажу танку Т-64БВ, який відбивав атаки сепаратистів, очолював колони з доставки в частину особового складу, зброї, боєприпасів, майна. З 15.07.2014 по 30.10.14 виконував обов'язки начальника 1282 ЦЗ БТОТ, під його керівництвом проводились заходи по зняттю бронетехніки із тривалого зберігання та подачі його у війська (батальйони ТРО, механізовані, танкові бригади), всього за короткий термін було передано близько 1000 одиниць БТОТ, на базі центру було розгорнуто польові склади з видачі ВТМ, ПММ, продовольства.
Весною 2016 року підполковник Помазан О. В. був призначений командиром 145-го окремого ремонтно-відновлювального полку.

## Нагороди
31 жовтня 2014 року за особисту мужність і героїзм, виявлені у захисті державного суверенітету та територіальної цілісності України, вірність військовій присязі під час російсько-української війни, майор Помазан відзначений — нагороджений орденом Богдана Хмельницького III ступеня.